# Danh sách đảo của Quần đảo Faroe
Danh sách các đảo và đảo nhỏ của Quần đảo Faroe theo thứ tự mẫu tự:
- Các đảo
  - Borðoy
  - Eysturoy
  - Fugloy
  - Hestur
  - Kalsoy
  - Koltur
  - Kunoy
  - Lítla Dímun
  - Mykines
  - Nólsoy
  - Sandoy
  - Skúvoy
  - Stóra Dímun
  - Streymoy
  - Suðuroy
  - Svínoy
  - Vágar
  - Viðoy
- Các đảo nhỏ
  - Baglhólmur
  - Gáshólmur
  - Hovshólmur
  - Hoyvíkshólmur
  - Kirkjubøhólmur
  - Lopranshólmur
  - Mykineshólmur
  - Sumbiarhólmur
  - Tindhólmur
  - Tjaldavíkshólmur
  - Trøllhøvdi